# Тарашанская сельская община
Тарашанская сельская община (укр. Тарашанська сільська громада) — территориальная община в Черновицком районе Черновицкой области Украины.
Административный центр — село Тарашаны.
Население составляет 7443 человека. Площадь — 104,4 км².
В соответствии с распоряжением Кабинета Министров Украины от 12 июня 2020 года, в состав общины вошла территория Становецкого, Тарашанского и Турятского сельских советов упразднённого Глыбокского района

## Населённые пункты
В состав общины входит 5 сёл:
- Тарашаны
  - Привороки
- Становецкий старостинский округ:
  - Становцы
- Турятский старостинский округ:
  - Поляна
  - Турятка